# Речь Сталина 19 августа 1939 года
Речь Сталина 19 августа 1939 года — приписываемое И. В. Сталину выступление, по неподтвержденным источникам состоявшееся 19 августа 1939 года и обосновывающее курс на сближение СССР с Германией и экспансионистские планы Москвы.
28 ноября 1939 года французское информационное агентство Гавас распространило сообщение о речи Сталина, которая, по слухам,была произнесена на секретном объединённом заседании Политбюро ЦК ВКП(б) и на собрании руководства Коминтерна за 4 дня до подписания Договора о ненападении с Германией. Сообщение затем появилось в таких газетах, как «Le Figaro», «Le Petit Journal», «Le Journal», «Le Temps», «L’Action française» и др. Об этих публикациях сразу было доложено Сталину. Опровержение Сталина газета «Правда» напечатала 30 ноября под заглавием «О лживом сообщении агентства Гавас».
Подлинность речи Сталина 19 августа была поставлена под сомнение послевоенными исследователями. Документов, подтверждающих факт такого секретного заседания и произнесения речи, до сих пор не обнаружено. Однако в конце 1980-х — начале 90-х годов некоторые авторы стали рассматривать текст речи из сообщения агентства Гавас как подлинный документ, свидетельствующий о тайных планах советского руководства накануне Второй мировой войны.

## Содержание сообщения агентства
Как сообщало агентство, Сталин заявил:

«Мир или война.
Этот вопрос вступил в критическую фазу. Его решение целиком и полностью зависит от позиции, которую займёт Советский Союз.
Мы совершенно убеждены, что, если мы заключим договор о союзе с Францией и Великобританией, Германия будет вынуждена отказаться от Польши и искать modus vivendi с западными державами. Таким образом, войны удастся избежать, и тогда последующее развитие событий примет опасный для нас характер.
С другой стороны, если мы примем известное вам предложение Германии о заключении с ней пакта о ненападении, она, несомненно, нападёт на Польшу, и тогда вступление Англии и Франции в эту войну станет неизбежным.
При таких обстоятельствах у нас будут хорошие шансы остаться в стороне от конфликта, и мы сможем, находясь в выгодном положении, выжидать, когда наступит наша очередь. Именно этого требуют наши интересы.
Итак, наш выбор ясен: мы должны принять немецкое предложение, а английской и французской делегациям ответить вежливым отказом и отправить их домой.
Нетрудно предвидеть выгоду, которую мы извлечём, действуя подобным образом. Для нас очевидно, что Польша будет разгромлена прежде, чем Англия и Франция смогут прийти ей на помощь. В этом случае Германия передаст нам часть Польши вплоть до подступов Варшавы, включая украинскую Галицию.
Германия предоставит нам полную свободу действий в трёх прибалтийских странах. Она не будет препятствовать возвращению России Бессарабии. Она будет готова уступить нам в качестве зоны влияния Румынию, Болгарию и Венгрию.
Остаётся открытым вопрос о Югославии, решение которого зависит от позиции, которую займёт Италия. Если Италия останется на стороне Германии, тогда последняя потребует, чтобы Югославия входила в зону её влияния, ведь именно через Югославию она получит доступ к Адриатическому морю. Но если Италия не пойдёт вместе с Германией, то тогда она за счёт Италии получит выход к Адриатическому морю, и в этом случае Югославия перейдёт в нашу сферу влияния.
Всё это в том случае, если Германия выйдет победительницей из войны. Однако мы должны предвидеть последствия как поражения, так и победы Германии. Рассмотрим вариант, связанный с поражением Германии. У Англии и Франции будет достаточно сил, чтобы оккупировать Берлин и уничтожить Германию, которой мы вряд ли сможем оказать эффективную помощь.
Поэтому наша цель заключается в том, чтобы Германия как можно дольше смогла вести войну, чтобы уставшие и крайне изнурённые Англия и Франция были не в состоянии разгромить Германию.
Отсюда наша позиция: оставаясь нейтральными, мы помогаем Германии экономически, обеспечивая её сырьём и продовольствием; однако, само собой разумеется, что наша помощь не должна переходить определённых границ, чтобы не нанести ущерба нашей экономике и не ослабить мощь нашей армии.
В то же время мы должны вести активную коммунистическую пропаганду, особенно в странах англо-французского блока и, прежде всего, во Франции. Мы должны быть готовы к тому, что в этой стране наша партия во время войны будет вынуждена прекратить легальную деятельность и перейти к нелегальной. Мы знаем, что подобная деятельность требует больших средств, но мы должны без колебаний пойти на эти жертвы. Если эта подготовительная работа будет тщательно проведена, тогда безопасность Германии будет обеспечена, и она сможет способствовать советизации Франции. Рассмотрим теперь вторую гипотезу, связанную с победой Германии.
Некоторые считают, что такая возможность представляла бы для нас наибольшую опасность. В этом утверждении есть доля правды, но было бы ошибкой полагать, что эта опасность настолько близка и велика, как некоторые себе это воображают.
Если Германия победит, она выйдет из войны слишком истощённой, чтобы воевать с нами в ближайшие десять лет. Её основной заботой будет наблюдение за побеждёнными Англией и Францией, чтобы воспрепятствовать их подъёму.
С другой стороны, Германия-победительница будет обладать огромными колониями; их эксплуатация и приспособление к немецким порядкам также займут Германию в течение нескольких десятилетий. Очевидно, что Германия будет слишком занята другим, чтобы повернуть против нас.
Товарищи… я изложил вам свои соображения. Повторяю, что в ваших интересах, чтобы война разразилась между рейхом и англо-французским блоком. Для нас очень важно, чтобы эта война длилась как можно дольше, чтобы обе стороны истощили свои силы. Именно по этим причинам мы должны принять предложенный Германией пакт и способствовать тому, чтобы война, если таковая будет объявлена, продлилась как можно дольше. В то же время мы должны усилить экономическую работу в воюющих государствах, чтобы быть хорошо подготовленными к тому моменту, когда война завершится».

«Доклад Сталина, выслушанный с благоговейным вниманием, не вызвал никакой дискуссии. Было задано только два малозначительных вопроса, на которые Сталин ответил. Его предложение о согласии на заключение пакта о ненападении с рейхом было принято единогласно. Затем Политбюро приняло решение поручить председателю Коминтерна Мануильскому. совместно с секретарем Димитровым под личным руководством Сталина разработать надлежащие инструкции для коммунистической партии за рубежом».
Немецкий вариант в хрестоматии по истории Второй мировой войны (2007 год):

«Сейчас критической фазы достиг вопрос: война или мир. Мы абсолютно уверены, что в том случае, если нами будет заключен договор о взаимопомощи с Англией и Францией, то Германия будет вынуждена смягчить свои претензии к Польше. В этом случае, возможно будет избежать войны. И последствия этого будут для нас весьма опасными. В противном случае, если мы заключим пакт о ненападении с Германией, она, безусловно, нападет на Польшу, и в этом случае вмешательство Англии и Франции на стороне Польши неизбежно.

В этом случае мы имеем все шансы остаться в стороне со всеми вытекающими из этого выгодами. В связи с этим понятно наше решение принять предложение Германии о заключении пакта, а представителей Англии и Франции вежливо отправить по домам. Мы в высшей степени заинтересованы в том, чтобы в Европе началась война между Германией и англо-французским блоком и чтобы эта война длилась как можно дольше, чтобы воюющие стороны полностью исчерпали бы свои ресурсы. За это время мы должны интенсифицировать нашу работу в воюющих странах с тем, чтобы мы были полностью готовы к тому, что произойдет по окончании войны»Оригинальный текст (нем.)Krieg oder Frieden: Diese Frage ist nun in ihre kritische Phase eingetreten.  Ihre Lösung hängt vollkommen von der Stellungnahme ab, die von der Sowjetunion eingenommen werden wird. Wir sind absolut überzeugt, dass Deutschland, wenn wir einen Bündnisvertrag mit Frankreich und Großbritannien abschließen, sich gezwungen sehend wird, von Polen zurückzuweichen und einen modus vivendi mit den Westmächten zu suchen.  Aus diese Weise könnte der Krieg vermeiden werden. Und die schließliche Entwicklung wird bei diesem Zustand einen für uns gefährlichen Charakter annehmen. Auf der anderen Seite wird Deutschland, wen wir das euch bekannte Angebot Deutschlands eines Nichtangriffspaktes annehmen, sicher Polen angreifen, und die Intervention Frankreichs  und Englands in diesem Krieg wird unvermeidlich werden.
Unter solchen Umständen werden wir viele Chancen haben, außerhalb die Konfliktes zu bleiben, und wir können mit Vorteil abwarten, bis die Reihe an uns ist. Dasa ist genau  das, was unser Interesse erfordert. Daher ist unsere Entscheidung klar, wir müssen das Deutsche Angebot annehmen und die französisch-englische Mission mit einer höflichen Ablehnung in ihre Länder zurückschicken. Ich wiederhole, dass es in eurem Interesse ist,  wenn die Krieg zwischen dem Reich und dem anglo-frazösischen Block ausbricht. Es ist wesentlich für uns, dass dieser Krieg so lange wie möglich dauert, damit die beiden Gruppen sich erschöpfen. Aus diesem Grund müssen wir von Deutschland vorgeschlagenen Pakt annehmen und darauf hinarbeiten, dass dieser Krieg, wenn  er einmal erklärt ist, solange als möglich dauert. In der Zwischenzeit müssen wir die politische Arbeit in die kriegführenden Länder intensivieren, damit wir gut vorbereitet sind, wenn der Krieg sein Ende nehmen wird.

## Заявление Сталина
Сам Сталин в ответе редактору газеты «Правда» категорически отрицал возможность такой речи:.
Редактор «Правды» обратился к т. Сталину с вопросом: как относится т. Сталин к сообщению агентства Гавас о «речи Сталина», якобы произнесенной им «в Политбюро 19 августа», где проводилась якобы мысль о том, что «война должна продолжаться как можно дольше, чтобы истощить воюющие стороны». Тов. Сталин прислал следующий ответ:
Это сообщение агентства Гавас, как и многие другие его сообщения, представляет враньё. Я, конечно, не могу знать, в каком именно кафе-шантане сфабриковано это враньё. Но как бы ни врали господа из агентства Гавас, они не могут отрицать того, что:
а) Не Германия напала на Францию и Англию, а Франция и Англия напали на Германию, взяв на себя ответственность за нынешнюю войну;
б) После открытия военных действий Германия обратилась к Франции и Англии с мирными предложениями, а Советский Союз открыто поддержал мирные предложения Германии, ибо он считал и продолжает считать, что скорейшее окончание войны коренным образом облегчило бы положение всех стран и народов;
в) Правящие круги Франции и Англии грубо отклонили как мирные предложения Германии, так и попытки Советского Союза добиться скорейшего окончания войны.

Таковы факты

## Источник информации
Информация исходила от женевского корреспондента «Гаваса» Анри Рюффена (англ. Henry Emile Ruffin), который получил текст речи от «заслуживающего доверия источника». Впоследствии предполагаемый «сталинский доклад» дважды дополнялся новыми деталями — в 1941 и 1942 годах. Спустя три недели после нападения Германии на СССР Рюффен (обосновавшийся в вишистской Франции) вновь возвращается к «секретной речи», публикуя её 12 июля в Journal de Genève, добавив фразы: «В результате (войны) Западная Европа подвергнется глубокому разрушению»; «Диктатура коммунистической партии возможна лишь в результате большой войны»; «В случае поражения Германии… неизбежно последует её советизация и создание коммунистического правительства»; «Если мы окажемся достаточно ловкими, чтобы извлечь выгоду из развития событий, мы сможем прийти на помощь коммунистической Франции и превратить её в нашего союзника, равно как и все народы, попавшие под опеку Германии».
Нацистская пропаганда активно использовала сообщение (заголовки берлинских газет: «Пелена спала: Москва без маски», «Война в Европе должна подготовить почву для мировой революции. Сенсационные французские документы о двойной игре Сталина», «Эта война должна длиться как можно дольше. Сенсационные разоблачения о подлой двойной игре Москвы»), использовав их в качестве аргументации «коварства большевистской Москвы», и иллюстрации общей пропагандистской линии: «Гитлер — защитник Европы от коммунизма».

## Информация о предполагаемом заседании Политбюро 19 августа 1939 года
Длительное время в СССР официально утверждалось, что 19 августа 1939 года заседание Политбюро не проводилось. Однако, 15.01.1993 годов Д. Волкогонов напечатал в газете «Известия» (№ 23863) опровержение гипотезы Виктора Суворова, в котором сообщил, что заседание 19 августа 1939 года было, но вопрос нападения на Германию не обсуждался, план «Гроза» в повестке заседания не был упомянут. В военной повестке заседания, согласно Д. Волкогонову, обсуждался вопрос отсрочки от призыва работников одной из железных дорог.
Однако на тот момент (19 августа 1939 года) СССР не имел призывной армии, закон о всеобщей воинской повинности был принят в следующем месяце.
Это, впрочем, не означает, что в этот день было заседание — многие решения Политбюро готовились Секретариатом и принимались путём опроса его членов, без проведения заседания. Впрочем, в сообщении агентства «Гавас» указывалось: «…цель которого, не обозначенная в повестке дня…».
Для ответа на вопрос, было или не было заседание Политбюро, независимые историки используют также журнал посещений кабинета Сталина. Согласно этому журналу, 19 августа 1939 года к Сталину заходили:
1. Молотов — время захода 13:40, время выхода — 13:55.
2. Микоян — время захода 13:40, время выхода — 13:55.
3. Горкин — время захода 17:15, время выхода — 17:20.
4. Молотов — время захода 17:35, время выхода — 20:25.
5. Шкварцев — время захода 18:30, время выхода — 19:40.

## Позиции исследователей, признающих достоверность сообщения

### Современники опубликования
В 1942 году на контролируемой сателлитом нацистской Германии территории, находившейся под режимом Виши, вышла книга профессора Праделя «Щупальца марксизма. Возникновение, тактика и действия советской дипломатии 1920—1940» (к одной из глав Рюффен написал предисловие, предоставив рассматриваемый «документ»). В «речи Сталина» опять появились дополнения: «Опыт последних двадцати лет ясно доказывает, что в мирное время в Европе не может быть коммунистического движения, достаточно сильного, чтобы взять власть»; «Мы знаем, что эта деятельность требует больших средств, но мы должны пойти на эти жертвы без колебаний и поручить французским товарищам поставить в числе первоочередных задач подкуп полиции»; «Но нужно быть готовым и к другому: в побежденной Франции неизбежно произойдет коммунистическая революция…»

### Находка Бушуевой
Интересна история «речи Сталина», найденной Т. С. Бушуевой в Центре хранения историко-документальных коллекций, бывшем Особом архиве СССР, ф. 7, оп. 1, д. 1223. В 1994—2004 годах некоторые историки, например, М. Мельтюхов, рассматривали эту речь как документ эпохи.
Но в глаза бросались очевидные несостыковки: речь почему-то была на французском (Т. Бушуева выдвигала версию, что это была запись неизвестного французского коминтерновца); Сталин начал изъясняться в этой речи на латыни; почему-то Т. Бушуева не провела обзор исследований речи опубликованной агентством «Гавас» в сравнении её с архивной.
С. Случ пишет, что «речь Сталина» хранилась в Особом архиве СССР, но в трофейном фонде. Она была найдена в фонде 2-го Бюро Генерального штаба Франции, «речь» лежала в деле, содержащем материалы за период с 1918 по 1940 г. о различных аспектах деятельности ФКП, её связях с Коммунистической партией Германии, а также о полицейских мерах по борьбе с коммунистическим движением.
Но тем не менее эта «речь Сталина», «открытая» Т. Бушуевой и поддержанная В. Дорошенко и И. Павловой, запутала и иностранных историков[прояснить].

### М. И. Мельтюхов
М. И. Мельтюхов в своей книге изданной в 2000 году принимал «речь Сталина» за документ, но с оговорками:
К сожалению, вопрос об аутентичности этого документа так и не стал предметом обсуждения в отечественной историографии, но то, что его содержание корреспондирует с другими недавно рассекреченными советскими документами этого периода, позволяет использовать эту публикацию.
В переиздании 2008 года М. И. Мельтюхов два абзаца о речи 19 августа 1939 удалил.

### В. Л. Дорошенко, И. В. Павлова, Р. Ч. Раак
Исследователи В. Л. Дорошенко, И. В. Павлова, Р. Ч. Раак, опубликовали статью под названием «Не миф: речь Сталина 19 августа 1939 года», посвященную полемике с позицией Случа. Авторы настаивают на подлинности речи. Они отмечают, в частности, что в речи содержится точное изложение условий секретных протоколов к Пакту Молотова — Риббентропа, в том числе тех пунктов, которые по тем или иным причинам не были реализованы к моменту публикации речи и не могли быть выведены автором просто из происходящих событий (раздел Польши по Висле; аннексия СССР Бессарабии). Также это согласуется с инструкциями, направленными зарубежным компартиям, и подтверждается сведениями о речах и намерениях Сталина, которые независимо просочились на Запад. Рюффен, по мнению авторов, не был автором текста, «Гавас» лишь отредактировало поступивший в агентство первоисточник, что подтверждается тем фактом, что переведенный на немецкий язык текст речи, направленный в Москву германским МИДом в ноте с требованием разъяснений, содержал ряд разночтений с французским текстом. Выводы авторов следующие:
«Сообщение агентства Гавас с изложением речи Сталина на заседании Политбюро от 19 августа 1939 г. — это часть комплекса информации, циркулировавшей на Западе с конца августа 1939 г., о секретном плане Сталина по использованию пакта с Гитлером и об инструкциях коммунистическим партиям за рубежом. Рюффен был лишь одним из лиц, причастных к этой истории. Текст сталинской речи, изложенный в сообщении агентства Гавас и распространённый этим агентством 28 ноября, согласуется с текстом секретного дополнительного протокола к советско-германскому договору от 23 августа 1939 года».

### Ю. Н. Афанасьев
По мнению доктора исторических наук, академика РАЕН Ю. Н. Афанасьева, эта речь находится в одном ряду с выступлениями Сталина перед выпускниками военных академий 5 мая 1941 года (а также его репликами и тостами на банкете, устроенном по этому случаю) и на Главном военном совете 14 мая 1941 г.

## Позиции исследователей, считающих сообщение фальшивкой

### Эберхард Йекель
В 1958 г. Йекель занялся анализом этого сообщения, сделав вывод, что исходный текст был опубликован в Revue de droit international, а потом ещё дважды дописывался в 1941 и в 1942, что по его мнению делает «речь Сталина» документом, непригодным для использования. К тому же автор публикации Рюффен (он был тогда жив), не ответил Йекелю на вопрос о причинах расхождений.

### С. З. Случ
Сергей Случ в 2004 г. изучил и статью Йекеля, и документ, обнаруженный в российских архивах Т. Бушуевой, и пришёл к следующим выводам. Документ, обнаруженный российской исследовательницей, находился в фонде 2-го бюро Генштаба французской армии, в деле, содержащем материалы за период с 1918 по 1940 г. о различных аспектах деятельности ФКП, её связях с компартией Германии, а также о полицейских мерах по борьбе с коммунистическим движением. То есть в трофейном фонде. Случ прямо утверждает, что текст этот сомнительного происхождения — то есть фальшивка. Кроме того, он якобы провёл некий анализ текста «речи Сталина» и обратил внимание на ряд нестыковок текста и реального положения дел. К примеру, Гитлер якобы должен был отдать Сталину (по ожиданиям и заявленным аппетитам Сталина) в его сферу влияния Болгарию, Югославию, Венгрию и Румынию, но в реальности все эти страны так или иначе оказались в зоне немецкого влияния.

### В. З. Роговин
«Речь Сталина» является фальшивкой по мнению В. З. Роговина по следующим основаниям.
1. Протоколов политбюро за 11 или 19 августа 1939 г. нет. Имеются только протоколы № 5 и 6, но они только фиксируют решения, якобы принятые опросом в период от 7 июля до 3 сентября. Только 24 августа появляется советско-германский пакт и то в контексте созыва внеочередной сессии Верховного Совета СССР для его ратификации.
2. Димитрову, как и другим руководителям Коминтерна, довели сталинские установки насчёт идущей войны, якобы только в сентябре.

### Джеффри Робертс
Британский исследователь Джеффри Робертс считает, что содержание речи очевидно демонстрирует, что это фальшивка. Так, уже 19 августа Сталин якобы был уверен, что Германия предоставит СССР зону влияния в Румынии, Болгарии и Венгрии. По мнению Робертса, за пределами Франции современники не восприняли речь всерьёз.